# Šumarice
Šumarice (cyr. Шумарице) – wieś w Serbii, w okręgu raskim, w mieście Kraljevo. W 2011 roku liczyła 499 mieszkańców.